# نیش نابجا فک بالا
نیش نابجا فک بالا یک دندان نیش است که در مسیر غیرطبیعی در فک بالا رشد می‌کند. دندان نهفته دندانی است که یک مانع فیزیکی در مسیر رویش مانع از رویش آن می‌شود. رشد نابجا ممکن است منجر به نهفتگی شود. قبلاً فرض بر این بود که ۸۵ درصد نیش‌های نابجا به صورت کامی جابجا می‌شوند، اما مطالعهٔ اخیر نشان می‌دهد که وقوع واقعی نزدیک به ۵۰ درصد است. در حالی که نیش‌های فک بالا نیز می‌توانند به صورت باکالی جابجا شوند، تصور می‌شود که این امر در نتیجهٔ کمبود فضا ایجاد می‌شود. اکثر این موارد با رویش دائمی نیش بدون مداخله حل می‌شوند.